# Parapelates quindecimalis
Parapelates quindecimalis è un pesce osseo estinto, appartenente ai perciformi. Visse nell'Eocene medio (circa 49 milioni di anni fa) e i suoi resti fossili sono stati ritrovati in Italia, nel famoso giacimento di Bolca. 

## Descrizione
Questo pesce era di medie dimensioni e solitamente non superava la lunghezza di 15 centimetri. Era piuttosto simile ai lutianidi attuali, anche se possedeva alcune caratteristiche uniche. Parapelates era caratterizzato principalmente da un insolito rapporto tra raggi di grosse dimensioni della spina dorsale rispetto a quelli sottili (15 a 8). Il corpo era relativamente alto, e il peduncolo caudale era moderatamente basso. Il profilo dorsale era più fortemente convesso rispetto a quello ventrale, e la testa era relativamente piccola. Parapelates possedeva una cresta supraoccipitale alta; il preopercolo era finemente dentellato, mentre l'opercolo era dotato di una spina singola. Le fauci erano dotate di denti conici più robusti nella serie esterna, mentre i denti interni erano più piccoli. Le pinne pelviche si inserivano al di sotto delle pinne pettorali. La pinna caudale era leggermente biforcuta, mentre la pinna dorsale era lunga e continua. Le scaglie erano grandi e ctenoidi, e la linea laterale era completa. 

## Classificazione
Parapelates era un rappresentante dei perciformi, uno dei più grandi gruppi di pesci esistenti attualmente, ma la classificazione di questa forma non è del tutto chiara. Sembra che fosse strettamente imparentato alla famiglia Lutjanidae, all'interno del clade Percoidei. 
I primi fossili di questo animale vennero ritrovati nel famoso giacimento fossilifero di Bolca e vennero descritti per la prima volta nel 1836 da Louis Agassiz, con il nome di Pelates quindecimalis. solo una ridescrizione dell'olotipo, operata nel 2008 da Bannikov, ha permesso di istituire un nuovo genere (Parapelates), e di comprendere che Pelates e il nuovo genere non erano nemmeno strettamente imparentati. 